# Chocó-Makibär
Der Chocó-Makibär (Bassaricyon medius) ist eine Art der zu den Kleinbären gehörenden Makibären (Bassaricyon) aus dem nordwestlichen Südamerika und dem östlichen und zentralen Panama. Es werden zwei Unterarten unterschieden, Bassaricyon medius medius im südamerikanischen Teil des Verbreitungsgebietes und Bassaricyon medius orinomus in Panama von der Kanalzone bis nach Darién.

## Merkmale
Der Chocó-Makibär ist eine mittelgroße Art der Makibären, kleiner als der Mittelamerika-Makibär (Bassaricyon gabbii) aber größer als der Anden-Makibär (Bassaricyon neblina). Der Körper ist schlank mit relativ kurzen Vorderbeinen und etwas längeren Hinterbeinen. Er erreicht eine Körperlänge von etwa 68 bis 90 Zentimetern, wobei etwa 35 bis 52 Zentimeter auf den Schwanz entfallen. Die Schwanzlänge liegt damit beim 1,0- bis 1,4fachen der Kopfrumpflänge. Das Körpergewicht liegt bei 915 bis 1200 Gramm. Die Füße sind breit mit gebogenen Krallen, die Hinterfüße sind etwa 5,8 bis 9,2 Zentimeter lang. Die Ohren sind abgerundet, die Ohrlänge beträgt 2,5 bis 5,4 Zentimeter. Die Art ähnelt stark ihrer Schwesterart dem gewöhnlichen Makibären (Bassaricyon alleni), hat jedoch weniger dunkle Haarspitzen im Rückenfell, wodurch das Fell des Chocó-Makibären etwas heller ist als das des gewöhnlichen Makibären. Der Schädel ist etwas schmaler und die Schnauze ein wenig länger. Die Paukenblase ist weniger aufgebläht und der vierte Prämolar ist kleiner. Die Nase des Chocó-Makibären ist dunkel, die des gewöhnlichen Makibären dagegen oft rosa. Bassaricyon medius medius ist wesentlich kleiner als der gewöhnlichen Makibär, Bassaricyon medius orinomus hat dagegen in etwa die Größe des gewöhnlichen Makibär. B. m. orinomus hat oft einen rötlichen Schwanz, wogegen der gewöhnlichen Makibär eine relativ einheitliche Körperfärbung hat. Der genetische Abstand des Chocó-Makibär zum gewöhnlichen Makibären, ermittelt durch eine DNA-Analyse der Gene des Proteins Cytochrom b, beträgt 6 bis 7 %.

## Verbreitung

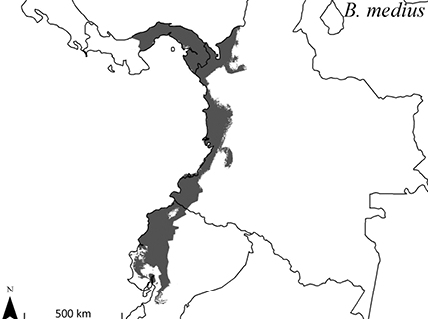
Das Verbreitungsgebiet des Chocó-Makibären

Der Chocó-Makibär kommt in Kolumbien und Ecuador westlich der Anden, sowie in einigen Bereichen des Tals des Río Cauca zwischen der zentralen und der westlichen Kordillere der nördlichen Anden, und im Osten und im Zentrum von Panama von Meeresspiegelhöhe bis in Höhen von 1800 Metern vor. Die westliche Grenze des Verbreitungsgebietes ist noch nicht genau bekannt. Sie liegt zwischen 81 und 80° West in Zentralpanama. Ob der Chocó-Makibär dort Kontakt zum Mittelamerika-Makibären (Bassaricyon gabbii) hat, ob die Arten in einem kleinen Gebiet zusammen vorkommen oder ob die Verbreitungsgebiete der Arten deutlich getrennt sind, ist bisher unbekannt.

## Lebensweise und Ökologie
Der Chocó-Makibär ist einzelgängerisch und baumbewohnend (arboreal). Die nachtaktiven Tiere verbringen den Tag in Baumhöhlen oder anderen Verstecken hoch in den Bäumen. Sie ernähren sich vor allem von Früchten, fressen oft in den gleichen Bäumen wie der Wickelbär (Potos flavus) und ersetzt die kleinere Art in einigen Gegenden. Der Chocó-Makibär bringt in der Regel ein einzelnes Jungtier zur Welt.

## Systematik
Der Chocó-Makibär wird als anerkannte Art den Makibären der Gattung Bessaricyon zugeordnet, die nach derzeitigem Erkenntnisstand aus vier Arten besteht. Zwei in der Nähe von Panama-Stadt gefangene Exemplare der Art wurden 1883 durch den französischen Zoologen Joseph Huet beschrieben. Der britische Zoologe Oldfield Thomas gab der Art 1909 den heute gültigen wissenschaftlichen Namen Bassaricyon medius. Der Holotyp kam aus dem westlichen Kolumbien. Der US-amerikanische Zoologe Edward Alphonso Goldman beschrieb 1920 die panamaische Unterart B. m. orinomus. Später wurde die Art mit dem gewöhnlichen Makibären (B. alleni) synonymisiert und erst im Jahr 2013 in einer Revision der Gattung der Makibären wieder zu einer gültigen Art.

## Gefährdung und Schutz
Die Art wird von der International Union for Conservation of Nature and Natural Resources (IUCN) global aufgrund des relativ großen Verbreitungsgebietes und des Vorkommens in zahlreichen Schutzgebieten als „nicht gefährdet“ (Least concern) eingeschätzt. Als Hauptbedrohung für einzelne Populationen wird der Lebensraumverlust durch Entwaldung angesehen.

## Belege
1. 1 2 3 4 5  Kristofer M. Helgen, Miguel Pinto, Roland Kays, Lauren Helgen, Mirian Tsuchiya, Aleta Quinn, Don Wilson, Jesus Maldonado: Taxonomic revision of the olingos (Bassaricyon), with description of a new species, the Olinguito. ZooKeys 324 (2013) : Special issue: 1-83. doi:10.3897/zookeys.324.5827
2. ↑  Bassaricyon medius in der Roten Liste gefährdeter Arten der IUCN 2016. Eingestellt von: Helgen, K., Kays, R., Pinto, C. & Schipper, J., 2015. Abgerufen am 16. April 2018.